# Велика Бршляниця
45°35′ пн. ш. 16°51′ сх. д. / 45.58° пн. ш. 16.85° сх. д.
Велика Бршляниця (хорв. Velika Bršljanica) — населений пункт у Хорватії, у Б'єловарсько-Білогорській жупанії у складі міста Гарешниця.

## Населення
Населення за даними перепису 2011 року становило 228 осіб.
Динаміка чисельності населення поселення: